# Manchester-by-the-Sea
Manchester-by-the-Sea ist eine Stadt auf Cape Ann im Bundesstaat Massachusetts in den Vereinigten Staaten. Das U.S. Census Bureau hat bei der Volkszählung 2020 eine Einwohnerzahl von 5395 ermittelt.

## Geografie
Die Stadt liegt an der nördlichen Küste des Massachusetts Bay auf Cape Ann. Die Stadt selbst besitzt sieben kleinere Strände und auch mehrere kleinere Inseln in geringer Nähe zum Festland. Die nächste größere Metropole ist Boston, welche ca. 39 km südwestlich von Manchester-by-the-Sea liegt.

## Geschichte
Das Gebiet wurde erstmals 1626 von europäischen Einwandern besiedelt und war damals unter dem Namen Jeffrey's Creek bekannt. 1645 wurde die Stadt schließlich offiziell gegründet und in Manchester umbenannt. Über 200 Jahre lang war Manchester eine Fischerstadt, bis schließlich im 19. Jahrhundert mehrere wohlhabende Bewohner der in der Nähe liegenden Großstadt Boston ihre Sommerhäuser in Manchester bauen ließen. So entstanden unter anderem bis heute bekannte Gebäude wie die Villa Kragsyde oder das Sunny Waters Haus.
Im Jahr 1989 wurde die Stadt offiziell in Manchester-by-the-Sea (dt. Manchester-am-Meer) umbenannt, um Verwechslungen mit der im Nachbar-Bundesstaat New Hampshire gelegenen Stadt Manchester zu vermeiden.

### Einwohnerentwicklung
| 1850  | 1860  | 1870  | 1880  | 1890  | 1900  | 1910  | 1920  | 1930  | 1940  | 1950  | 1960  | 1970  | 1980  | 1990  | 2000  | 2010  | 2020 |
| ----- | ----- | ----- | ----- | ----- | ----- | ----- | ----- | ----- | ----- | ----- | ----- | ----- | ----- | ----- | ----- | ----- | ---- |
| 1.638 | 1.698 | 1.665 | 1.640 | 1.789 | 2.522 | 2.673 | 2.466 | 2.636 | 2.472 | 2.868 | 3.392 | 5.151 | 5.424 | 5.286 | 5.228 | 5.136 | 5395 |

## Sehenswürdigkeiten
Trotz ihrer überschaubaren Größe bietet die Stadt einige Sehenswürdigkeiten. So befindet sich der Agassiz-Rock, ein neun Meter hoher Monolith, in direkter Nähe zur Stadt. Die Coolidge Reservation, ein ca. 26 Hektar großes Naturschutzgebiet, grenzt ebenfalls an die Stadt. Weiterhin ist Manchester-by-the-Sea Heimat der Villa Kragsyde, einem in den 1880er-Jahren erbauten Sommerhaus, welches mittlerweile als Ikone der amerikanischen Architektur gilt.
In den Sommermonaten ist vor allem der sogenannte „Singing Beach“ in Manchester bei Touristen sehr beliebt. Diese Singenden Dünen geben Geräusche von sich, sobald ein Fuß auf sie gesetzt wird.

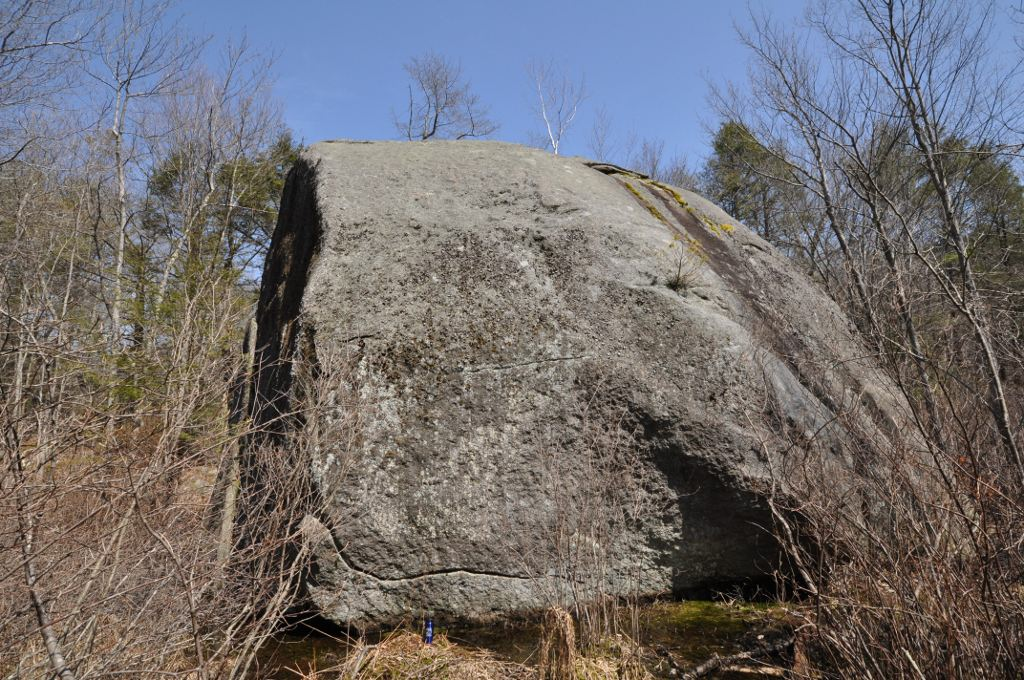
Agassiz-Rock
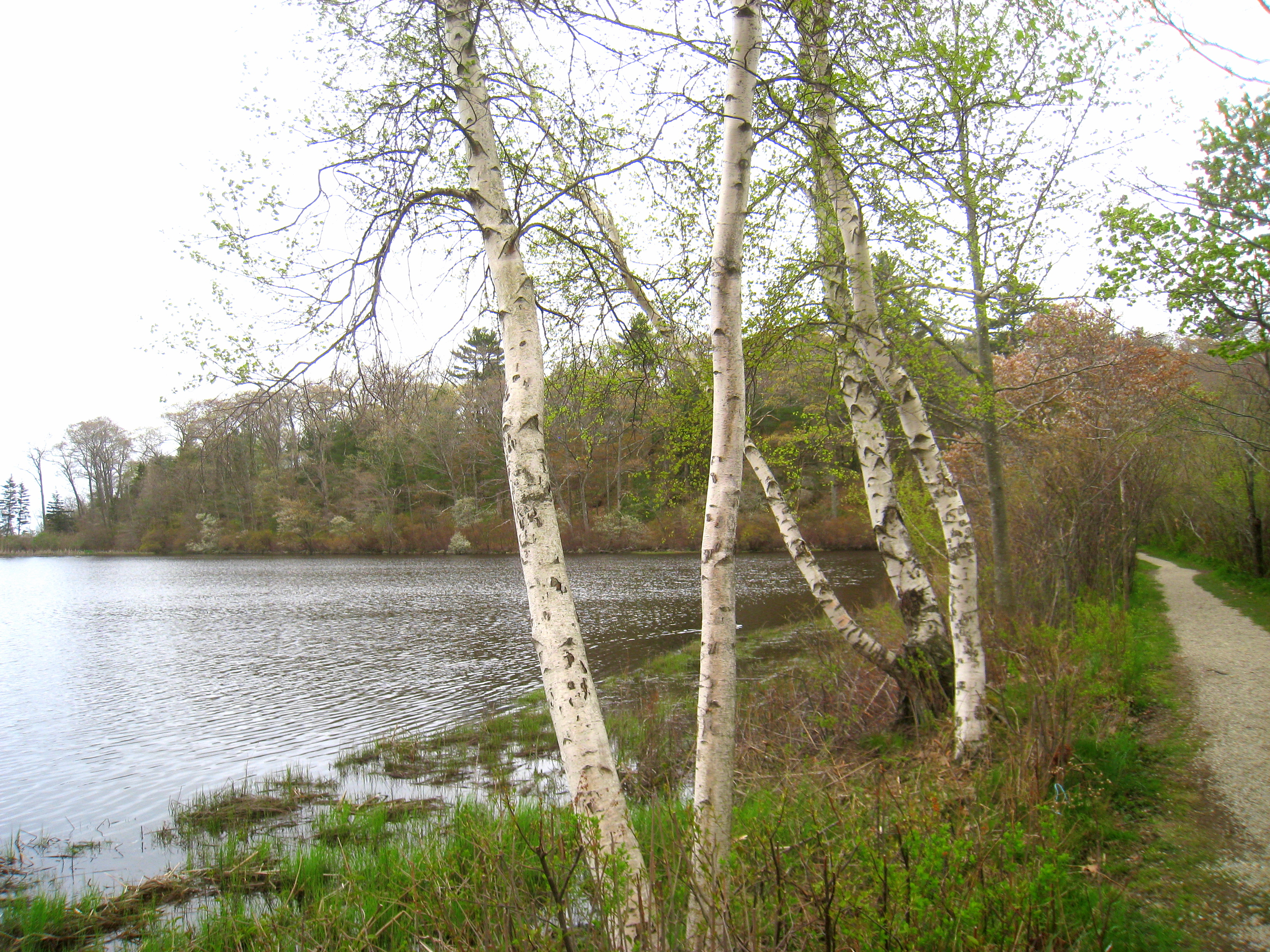
Coolidge Reservation
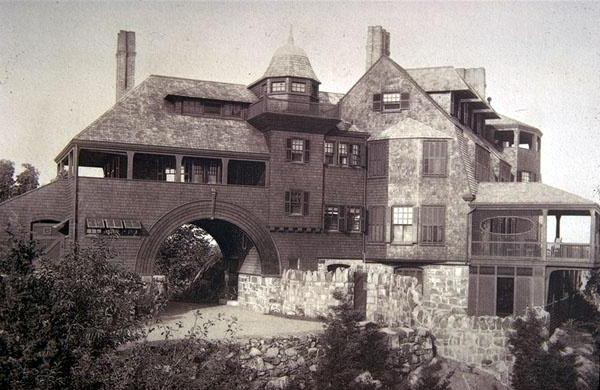
Kragsyde
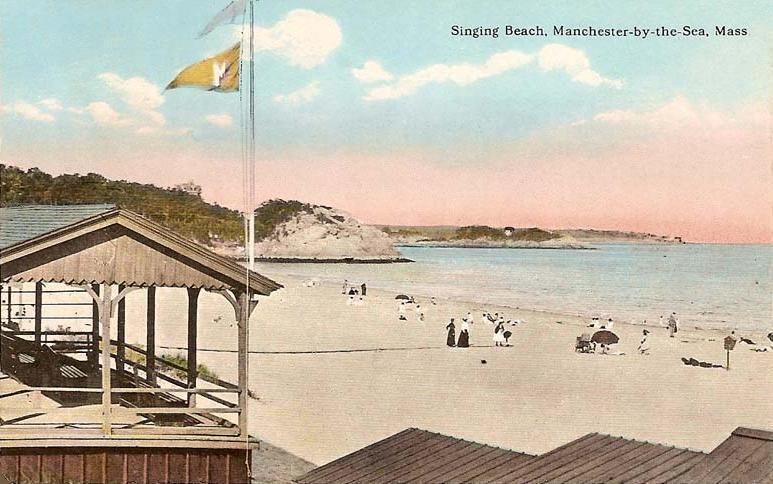
„Singing Beach“, 1914
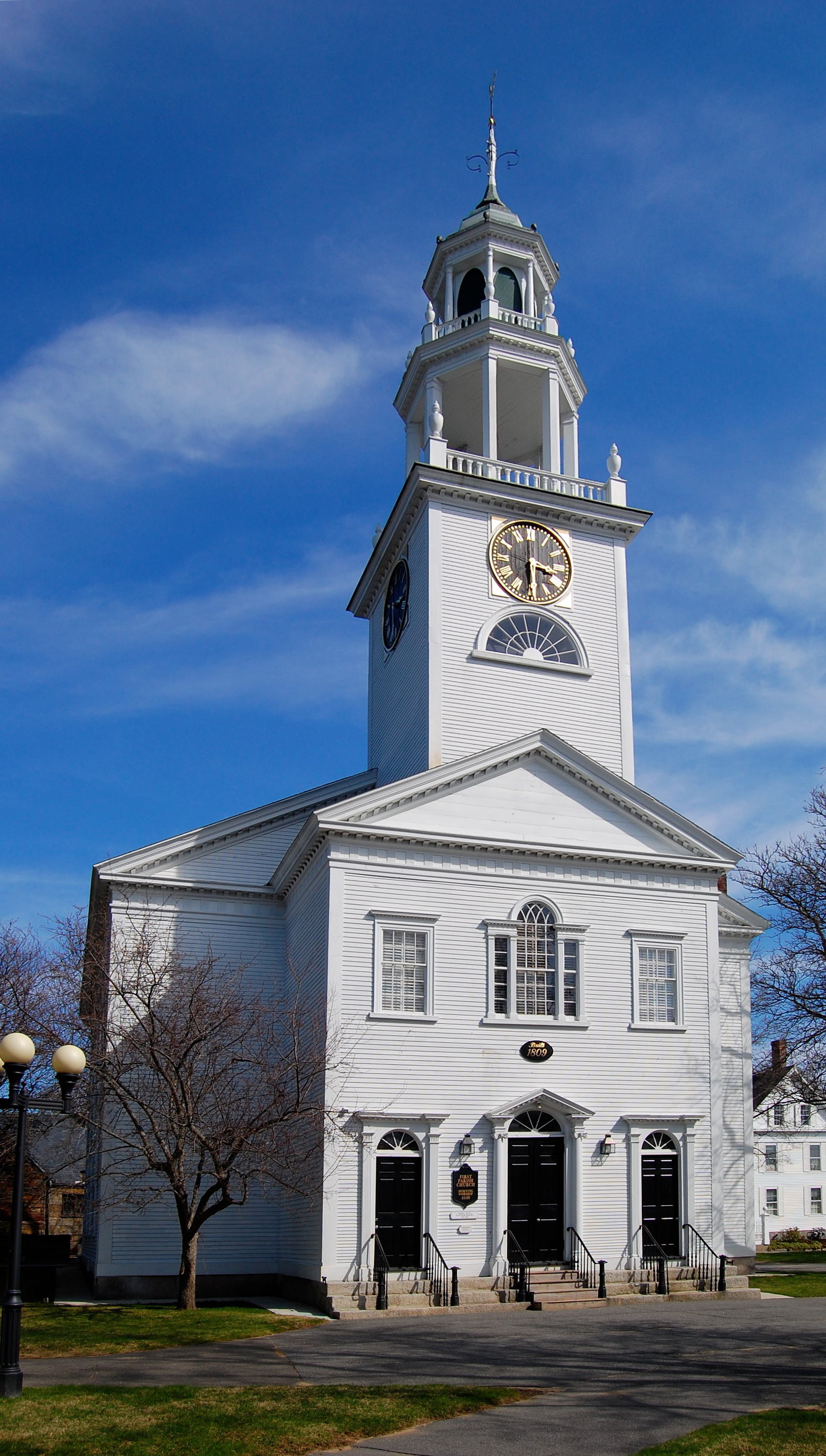
First Parish Church

## Wirtschaft und Infrastruktur

### Verkehr

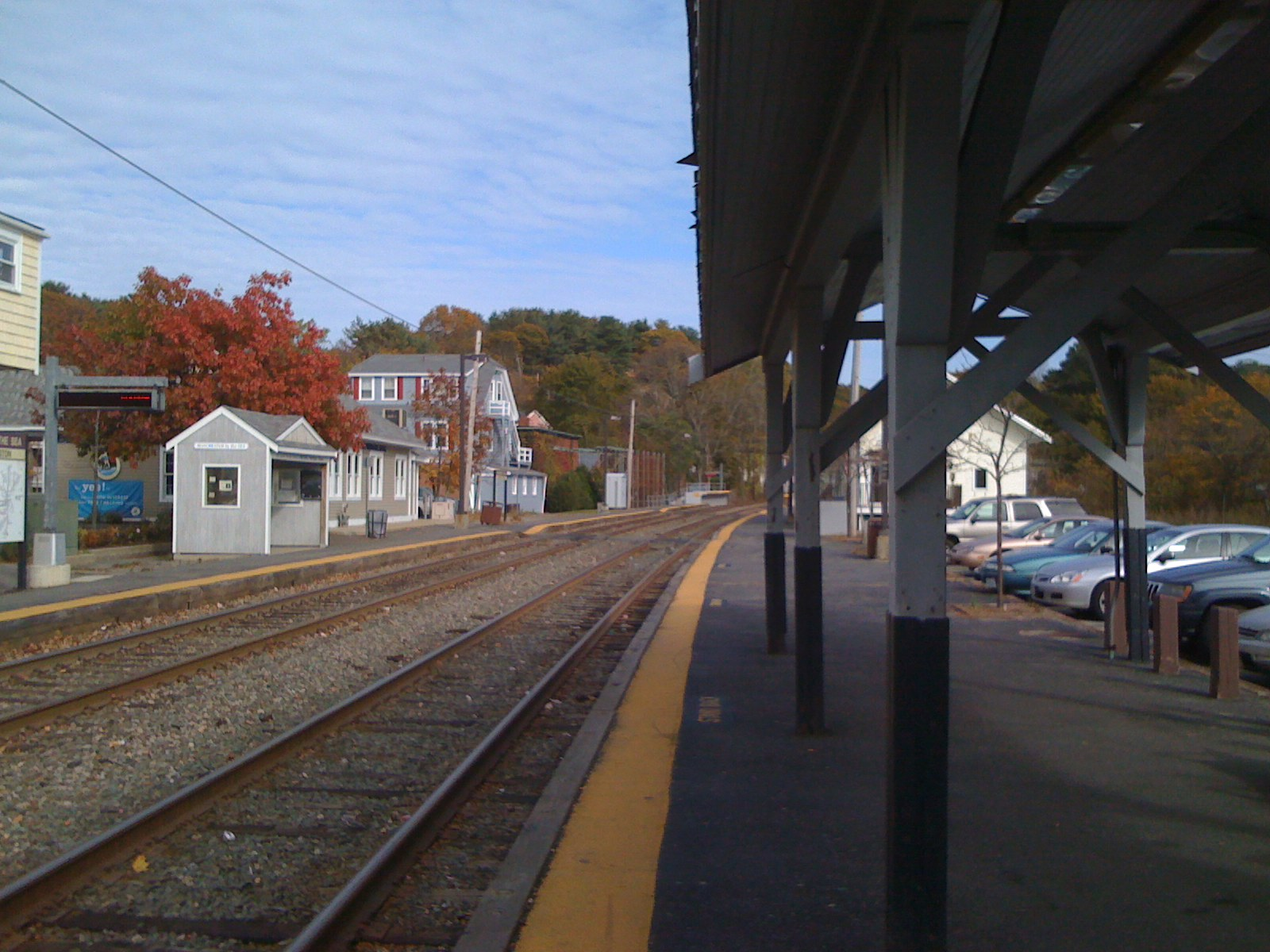
Die Haltestelle Manchester der MBTA Commuter Rail.

Die Massachusetts Route 128 verläuft durch die Stadt und ist die größte Verkehrsanbindung. Die Stadt hat zudem eine eigene Haltestelle der MBTA Commuter Rail namens Manchester.

### Medien
Wöchentlich wird die lokale Zeitung The Manchester Cricket veröffentlicht.

### Bildung
Die Stadt unterhält gemeinsam mit der Nachbarstadt Essex den Manchester Essex Regional School District. Dieser betreibt wiederum vier Schulen:
- Essex Elementary School (in Essex)
- Manchester Essex Regional High School (in Manchester-by-the-Sea)
- Manchester Essex Regional Middle School (in Manchester-by-the-Sea)
- Manchester Memorial Elementary School (in Manchester-by-the-Sea)

## Persönlichkeiten

### Söhne und Töchter der Stadt
- Franklin Hobbs (* 1947), Ruderer
- Nat Faxon (* 1975), Schauspieler und Drehbuchautor
- Sprague Grayden (* 1980), Film- und Theaterschauspielerin
- Brittany Collens (* 1995), Tennisspielerin

### Persönlichkeiten, die vor Ort gewirkt haben
- James McMillan (1838–1902), Politiker und US-Senator
- Gardner Read (1913–2005), Komponist
- Jay Severin (1951–2020), Radiomoderator
- Ray Ozzie (* 1955), Programmierer und Manager

## Besonderheiten
Die Stadt ist Namensgeberin und Handlungsort des mit zwei Oscars prämierten Films Manchester by the Sea.